# Lentivirus
Els lentivirus (de lenti, prefix llatí de lent i virus) són un gènere de virus de la família dels retrovirus que causen malalties cròniques i mortals caracteritzades per llargs períodes d'incubació "silenciosa", afectant a humans i altres espècies de mamífers. El lentivirus més conegut i estudiat és el Virus de la Immunodeficiència Humana (VIH), causant de la SIDA. Els lentivirus també tenen com a hostes els simis (VIS), les vaques, les cabres, els cavalls, els gats (VIF) i les ovelles. També se n'ha descobert en micos, lèmurs, lèmurs voladors malais (que no són ni lèmurs ni un primats), conills i fures. Els lentivirus es troben distribuïts mundialment i, contràriament al que es pensava, diversos estudis evidencien que el seu origen no és relativament recent sinó que varen emergir fa milions d'anys.
Els lentivirus tenen la capacitat d'integrar quantitats significativament grans d'ADN complementari dins el genoma de les cèl·lules hostes i poden infectar eficientment cèl·lules que no es troben en divisió, motiu pel qual són un dels mètodes més eficients per lliurar gens en teràpia gènica. Poden esdevenir endogens si integren el seu genoma a les cèl·lules germinals d'un hostes, provocant que la seva descendència l'hereti.
És habitualment emprat com a vector viral en teràpia gènica per transmetre material genètic en forma d'ADN o ARN en el control de malalties com la SIDA, el Parkinson i alguns tipus de càncers.

## Morfologia
Els virions lentivirals són virus embolcallats, rodejats per una bicapa lipídica que prenen de les seves cèl·lules hostes durant el procés de gemmació pel qual són alliberats. Són lleugerament pleomorfs, esfèrics i mesuren entre 80 i 100 nanòmetres de diàmetre. Les projeccions de l'embolcall fan que la superfície sembli rugosa, o amb petites "espines" (d'uns 8 nm) disperses uniformement al seu embolcall. La nucleocàpside (nucli del viró) és isomètrica. Els nuclis són concèntrics i tenen forma allargada o troncocònica.

## Classificació
Els lentivirus es classifiquen en cinc serotipus, reflectint els hostes vertebrats als quals infecten: primats, oví i cabrum, equí, felins (domèstics) i boví. Els lentivirus primats es distingeixen per usar la proteïna CD4 de les cèl·lules hostes del sistema immunitari que infecta com a receptor primari i per l'absència de l'enzim dUTPasa. Alguns serotips tenen antígens gag reactius (per exemple els lentivirus ovins, caprins i felins).
S'ha trobat anticossos contra els antígens gag a lleons i altres felins grans indicant l'existència d'un altre virus pendent d'identificar relacionat amb els lentivirus felins i els ovins i caprins.

## Bioseguretat
Els lentivirus i vectors lentivirals de tercera generació es troben catalogats com a agents biològics de risc tipus 3, és a dir que poden causar malalties greus als humans i, per tant, poden representar un risc pels treballadors o propagar-se a la comunitat. En la manipulació de lentivirus s'exigeix per directiva europea l'ús de laboratoris de nivell de contenció biològica (NCB) tipus NCB-2 i pràctiques operatives NCB-3 en el cas de lentivirus humans o de simi.